# Pseudonimo
Uno pseudonimo è un nome fittizio di persona (dal greco antico ψευδής?, pseudḕs, "falso" e ὄνομα, ónoma, "nome"), diverso da quello anagrafico, o un nomignolo utilizzato da scrittori, cantanti, artisti, sportivi, personaggi politici o da qualunque altra persona in sostituzione del proprio vero nome.
Analogo significato hanno l'espressione nome d'arte e il termine inglese nickname («soprannome» o «nomignolo»); nel caso degli scrittori e dei giornalisti è talvolta usata l'espressione francese (nata in Inghilterra) nom de plume (letteralmente «nome di penna»). In inglese è anche utilizzato l'acronimo a.k.a., da also known as («conosciuto anche come»), e, con uso neologico sostantivato, il latino alias (da alias vices che vuol dire «altre volte»).

## Ambiti di utilizzo e motivazione
In molti casi lo pseudonimo è una forma in qualche modo abbreviata o semplificata di un nome anagrafico particolarmente lungo o di difficile pronuncia rispetto al sistema fonolinguistico della lingua in uso nel Paese in cui si opera artisticamente o professionalmente. In altre circostanze lo pseudonimo viene scelto per dissimulare rapporti di parentela, per risolvere omonimie o per evitare l'uso di nomi ritenuti inopportuni, ad esempio perché non graditi al diretto interessato o considerati poco adatti allo svolgimento di una determinata attività artistica o professionale.
Fino al XIX secolo l'uso dello pseudonimo fu diffuso soprattutto in ambito teatrale e letterario. Nel corso del XX secolo ha trovato ampio utilizzo nelle attività sportive e dello spettacolo. Negli sport motoristici, ad esempio, era frequente il ricorso agli pseudonimi, soprattutto per permettere a rampolli di nobili famiglie di partecipare alle competizioni senza mettere in gioco il buon nome del casato.
Lo pseudonimo è usato dalla maggior parte degli autori dei giochi di enigmistica, specialmente nel caso dei giochi in versi.
Nel calcio e in altri sport l'uso di pseudonimi è diffusissimo tra gli atleti di lingua portoghese o spagnola, in genere dotati di nomi anagrafici troppo lunghi per essere facilmente ricordati e pronunciati nel corso di una telecronaca.
Una moderna evoluzione dello pseudonimo è il nickname (alla lettera: "soprannome"), utilizzato per celare la reale identità degli utenti internet, tutelandone la privacy.

### Pseudonimo in letteratura
A proposito degli pseudonimi letterari, che da sempre sono utilizzati dagli scrittori, è necessario fare un distinguo molto importante: 
- se lo pseudonimo è notorio, equivale a un nome d'arte ed è equiparabile al nome anagrafico, anche ai fini giuridici. Ad esempio, Alberto Moravia è notoriamente lo pseudonimo di Alberto Pincherle, Italo Svevo è quello di Aron Hector Schmitz (in quest'ultimo caso, anzi, lo pseudonimo è più che conosciuto, mentre il nome vero è quasi sconosciuto).
- se invece lo pseudonimo non è notorio, ossia non è identificato certamente, equivale di fatto all'anonimato. Ad esempio, Cecco di Ronchitti è uno pseudonimo sotto cui si celò Galileo Galilei o Girolamo Spinelli o entrambi per scrivere il Dialogo de Cecco di Ronchitti da Bruzene in perpuosito de la Stella Nuova (1605), ma, anche ammesso che allora l'autore fosse riconoscibile, oggi non è identificabile con certezza; ci sono quindi dubbi e conflitti di attribuzione, come se il pamphlet fosse anonimo.

### Pseudonimo su Internet
Un nickname o semplicemente nick, nella cultura e nel gergo di internet, è un soprannome o pseudonimo o "nome di battaglia", usato dagli utenti di internet per identificarsi in un determinato contesto o in una determinata comunità virtuale. Spesso sono soprannomi, ma possono essere sigle, combinazioni di lettere e numeri.

### Nome di battaglia
Infine il ricorso allo pseudonimo è frequente in caso di attività illecite o per le quali l'uso del nome anagrafico esporrebbe a rischi il soggetto che se ne servisse: emblematico fu l'uso degli pseudonimi, in questo caso si parla di "nome di battaglia", per indicare i capi partigiani nel corso della Resistenza Italiana.

## Valore legale degli pseudonimi
Diverse legislazioni nazionali hanno emanato norme finalizzate a dare valenza pubblica agli pseudonimi. In Italia, qualora lo pseudonimo sia utilizzato in maniera tale da avere acquisito l'importanza del nome, cioè da rendere la persona riconoscibile pubblicamente, è tutelato al pari del nome anagrafico ai sensi dell'articolo 9 del codice civile.
L'uso dello pseudonimo, come dell'anonimato, tutela un autore grazie alla legge sul diritto d'autore. La stessa tutela accordata al nome viene quindi estesa anche allo pseudonimo (o nome d'arte), cioè all'appellativo che un soggetto utilizza per farsi identificare in un dato contesto professionale (artistico, cinematografico o letterario). Il nome d'arte è tutelato solo se ha raggiunto una capacità identificativa del soggetto pari al nome, cioè se il personaggio può essere agevolmente e diffusamente individuato anche solo attraverso il proprio pseudonimo (ad esempio Totò). L'autore che ha pubblicato un'opera con uno pseudonimo, o in forma anonima, può rivendicarne la proprietà in qualsiasi momento.

### Sostituzione di persona
La legislazione italiana considera un reato l'assunzione di una falsa identità. Questo vale anche su internet, dove la tutela della privacy deve essere esclusivamente omissiva e non può comportare in nessun caso l'assunzione di false identità.
(Art. 494 del Codice Penale)

## Sinonimi non corretti
Per quanto a volte si utilizzi come sinonimo anche alter ego (dal latino, "altro io"), un alter ego è propriamente una persona diversa, autorizzata ad agire per conto e in rappresentanza di un superiore (ad esempio, storicamente l'intendente di Capitanata aveva un alter-ego, chiamato proprio così, cioè un sottintendente per il Tavoliere di Puglia), oppure un altro sé, una seconda personalità all'interno di una stessa persona (ad esempio, il dottor Jekyll e il suo alter ego signor Hyde), con caratteristiche nettamente distinte, dunque non un semplice pseudonimo.
Analogamente non sono pseudonimi i soprannomi di famiglia. Nelle zone rurali caratterizzate da una elevata stanzialità della popolazione gli incrementi demografici successivi al XIX secolo hanno creato molte piccole comunità con identici cognomi, rendendo quasi d'obbligo l'uso del soprannome per distingue tra loro i vari ceppi familiari. La mobilità e le ampie migrazioni della popolazione dagli anni cinquanta in poi ne hanno pian piano fatto cessare l'uso, che sopravvive solo tra la popolazione anziana dei piccoli paesi.

### Soprannome di famiglia
Il soprannome di famiglia (o subcognome) è un elemento onomastico utilizzato per distinguere rami distinti di una stessa famiglia onde evitare casi di omonimia.